# 平山泰朗
平山 泰朗（ひらやま たいろう、1971年9月24日 - ）は、日本の政治家、実業家。衆議院議員（1期）、国民新党国会対策委員長（第5代）を務めた。

## 来歴
福岡県田川市に生まれ、長崎県壱岐市で育った。生家は平山旅館。長崎県立壱岐高等学校、早稲田大学政治経済学部経済学科卒業。生家の平山旅館取締役を経て、株式会社ウォークスを設立し、代表取締役に就任。地域振興のため、郷里の特産品を販売するウェブショップを運営する。2005年、NPO法人全国イーコマース協議会理事長、デジタルハリウッド大学大学院客員教授に就任。2007年には経済産業省産業構造審議会臨時委員を務め、また全国イーコマース協議会会長に就任した。
2009年2月、民主党から次期総選挙での公認の内定を受け、東京都第13区総支部長に就任。同年8月の第45回衆議院議員総選挙に東京13区から出馬し、自由民主党所属で元環境大臣の鴨下一郎を破り、初当選した（鴨下も比例復活）。
民主党内では菅直人を支持するグループ（菅グループ）に所属していたが、菅内閣下の2011年2月には小沢グループ・鳩山グループが主導した「2009年マニフェストへの原点回帰の要請」とする要請文に名を連ね、後に小沢グループの北辰会に移籍した。
2012年4月11日、民主党幹事長代行の樽床伸二に離党届を提出し、民主党を離党する意向を表明。離党届は5月8日に受理された。
2012年6月、衆議院の国民新党会派に入会（国民新党への入党はせず）。平山の入会により、同党は会派名を国民新党から「国民新党・無所属会」に改めた。ただし6月26日の消費税増税法案ほか社会保障・税一体改革関連法案の採決では、国民新党の所属議員が全法案に賛成票を投じたのに対し、平山は反対票を投じた。
2012年10月1日、国民新党に入党し、同党国会対策委員長に就任。なお平山の入党に伴い、国民新党は衆議院の会派の名称を「国民新党」に戻した。
2012年11月26日、国民新党を離党し亀井静香、山田正彦らが結党した減税日本・反TPP・脱原発を実現する党に入党。次期衆院選へは同党から比例九州ブロック単独での出馬が内定していたが、翌27日、国民の生活が第一、減税日本・反TPP・脱原発を実現する党、みどりの風の所属議員が合流する形で結党した日本未来の党では公認されず、第46回衆議院議員総選挙への出馬は見送った。
2015年12月、株式会社CHAVA JAPAN設立。

## 人物
- 2011年3月の東日本大震災に際して独自に避難所マップを作成し、民主党震災ボランティア室のホームページ上に公開。菅直人首相が陸前高田市を訪問した際、平山が作成した避難所マップを戸羽太陸前高田市長に手渡し、災害対策本部や避難所等で実際に利用された。
- 母校である早稲田大学に杉原千畝顕彰碑を建立するよう提唱した。これにより、2011年10月24日に早稲田大学西早稲田キャンパス構内に杉原千畝の顕彰碑が建立された。

## 家族・親族

### 平山家
- サバイバーやチャンピオンズに出演した平山功明は末弟にあたる。
- 家族は妻、1男3女。

## 所属していた団体・議員連盟
- 北朝鮮に拉致された日本人を早期に救出するために行動する議員連盟
- 国連政界食糧計画（WFP）国会議員連盟
- 活字文化議員連盟
- 「島の振興」議員連盟
- 戦後強制抑留者問題解決促進議員連盟
- 公共事業チェック議員の会
- フランチャイズを考える議員連盟
- 子どもの貧困問題を考える民主党議員の会
- 民主党介護を考える議員連盟
- 民主党インターネット選挙運動解禁研究会
- 民主党核軍縮促進議員連盟
- 民主党国家財政を考える会
- 民主党「つくばエクスプレス」議員連盟
- 民主党IT戦略議員連盟等の議員連盟

## 著書
- 「必携！ネットショップ構築標準ガイド―本当に売れているお店が押さえている58のポイント」 ISBN 475614716X
- 「できる 100ワザ ネットショップ ―作れる！儲かる！オンラインショップの実践ノウハウ」 ISBN 4844322486
- 「ネットショップ運営標準ガイド―繁盛店だけが知っている集客・販促の鉄則37」（平山泰朗・三浦達也共著）　ISBN 4048675354